# Anhydritbergwerk Hüttenheim
Das Anhydridbergwerk Hüttenheim ist ein Anhydrit-Bergwerk im Süden des Willanzheimer Ortsteils Hüttenheim im unterfränkischen Landkreis Kitzingen. Das Bergwerk wurde in der zweiten Hälfte des 20. Jahrhunderts eröffnet und fördert seitdem Anhydrit und Gips.
Das Bergwerk, das sich nahezu vollständig unterhalb des südlich von Hüttenheim gelegenen Tannenbergs auf ca. 1,4 km2  erstreckt und ca. 180 km offene Strecken umfasst, wurde 1957 eröffnet.
Das Grundeigentümermineral Anhydrit kommt in diesem im Steigerwaldvorland gelegenen Gebiet in zumeist 4 m starken Schichten des Gipskeupers zusammen mit Gips vor und wird bei einer Jahresfördermenge von 200.000 t im Untertagebau abgebaut.
Das abgebaute Gestein wird bereits unter Tage auf eine Korngröße <50 mm gebrochen und dann mittels Förderbändern in das 1985 direkt am Stollenmundloch erbaute Estrichwerk transportiert, in dem verschiedene Produkte wie Fließ- und Nivellierestriche, Füll- und Spachtelmassen erzeugt werden. Bereits 1992 wurde das Werk modernisiert und auf eine Jahreskapazität von 400.000 t ausgebaut. 2011 wurden 260.000 t Estrichmörtel mit Compound, 215.000 t Anhydrit und 336.000 t Rohgips erzeugt.